# 長谷川政美
長谷川政美（はせがわ まさみ、男性、1944年3月12日-　）は、日本の遺伝学者、進化生物学者。統計数理研究所名誉教授、総合研究大学院大学名誉教授。

## 略歴
新潟県生まれ。1966年東北大学理学部物理学科卒業、1970年名古屋大学大学院理学研究科中途退学、東京大学理学部助手（生物化学科）、1973年理学博士（東京大学）、1975年統計数理研究所第2研究部研究員、86年同予測制御研究系教授、88年総合研究大学院大学教授（併任）、99年東京大学大学院理学系研究科教授（併任）、2005年統計数理研究所予測発見戦略研究センター長、2007年復旦大学生命科学学院教授、国立遺伝学研究所客員教授、2008年統計数理研究所ゲノム解析グループ特命教授。のち数理統計研究所名誉教授、総合研究大学院大学名誉教授。
1980年代から1990年代にかけて、DNAの配列データから系統樹を推定するための統計学的な方法の発展に貢献した。
1993年『遺伝子が語る君たちの祖先』で日本科学読物賞、1999年日本遺伝学会木原賞、2003年日本統計学会賞、2005年日本進化学会賞・木村資生記念学術賞受賞。

## 著書
- 『DNAからみた人類の起原と進化 ― 分子人類学序説』海鳴社 1984
- 『DNAに刻まれたヒトの歴史』岩波書店 1991
- 『遺伝子が語る君たちの祖先 ― 分子人類学の誕生 (科学・技術の最前線) あすなろ書房 1992
- 『新図説動物の起源と進化 ― 書きかえられた系統樹』八坂書房 2011
- 『僕たちの祖先をめぐる15億年の旅』Web連載 2014 https://kagakubar.com/mandala/mandala01.html
- 『系統樹をさかのぼって見えてくる進化の歴史 ― 僕たちの祖先を探す15億年の旅』ベレ出版 2014
- 『進化の歴史 ― 時間と空間が織りなす生き物のタペストリー』Web連載 2017-2018 http://kagakubar.com/evolution/51.html
- 『マダガスカル島の自然史 ― 分子系統学が解き明かした巨鳥進化の謎』海鳴社 2018
- 『世界でいちばん素敵な進化の教室』（監修）三才ブックス2019
- 『ウンチ学博士のうんちく』海鳴社 2019
- 『共生微生物からみた新しい進化学』海鳴社 2020
- 『進化38億年の偶然と必然 ― 生命の多様性はどのようにして生まれたか』国書刊行会 2020
- 『ウイルスという存在 ― ヒトの進化にどうかかわってきたのか』Web連載 2020-2021http://kagakubar.com/virus/31.html
- 『激ヨワ人類史』（監修）西東社 2021
- 『人類が滅ぼした動物の図鑑』（監修）丸善出版 2021
- 『進化の目で見る生き物たち』Web連載 2021- 2022 https://kagakubar.com/creature/30.html
- 『すべての生き物をめぐる100の系統樹』Web連載2022- http://kagakubar.com/luca/01.html
- 『ウイルスとは何か』中公新書 2023

### 共編著
- 『動物-その適応戦略と社会 1  なわばりの生態学 生態のモデルと空間パターンの統計』種村正美共著 東海大学出版会 1986
- 『分子系統学』岸野洋久共著 岩波書店 1996
- 『日本の狩猟採集文化 野生生物とともに生きる』池谷和信共編 世界思想社 2005
- 『系統樹マンダラ・シリーズ』監修 2014～ キウイラボ https://kiwilab.theshop.jp/

### 翻訳
- Lila L.Gatlin 『生体系と情報理論』野田春彦, 矢野隆昭共訳 東京化学同人 1974
- L.I.ラングバイン, A.J.リヒトマン『生態学的推論 (人間科学の統計学) 朝倉書店 1980
- M.Harris, G.Taylor, J.Taylor『生命科学・医科学のための数学と統計』東京化学同人 2008

## 論文
- 長谷川政美（CiNii）
- Masami Hasegawa（scholar.google.comでの検索結果）